# 305 mm/40 Model 1893
305 mm/40 Model 1893 — 305-міліметрова корабельна артилерійська система, розроблена і виготовлена в Франції. Перебувала на озброєнні ВМС Франції. Їм були озброєний
ескадренний панцерник «Массена» типу «Шарль Мартель». Ця зброя стала передумовою розвитку гармати 305 mm / 45 Model 1887 яку визнали дуже складною і дорогою. У подальшому французи розробили на її базі артсистему 305 mm / 45 Model 1893, якою озброїли броненосець «Буве». 